# سرگذشت ندیمه (فیلم)
سرگذشت ندیمه (انگلیسی: The Handmaid's Tale) فیلمی در ژانر علمی–تخیلی به کارگردانی فولکر اشلوندورف است که در سال ۱۹۹۰ منتشر شد.

## داستان فیلم
در آینده نزدیک، جنگ در سراسر جمهوری خیالی گیلیاد درحال وقوع است و آلودگی ۹۹ درصد از جمعیت را عقیم کرده است. کیت زنی است که قصد دارد به همراه همسر و دخترش به کانادا مهاجرت کند. هنگام تلاش برای رفتن به یک جاده خاکی، توسط گارد مرزی گیلاد گرفتار می‌شوند و به آنها دستور می‌دهد که به عقب برگردند وگرنه آنها آتش گشودند. شوهر کیت از یک تفنگ خودکار برای کشیدن آتش استفاده می‌کند و به کیت می‌گوید بدود، اما او مورد اصابت گلوله قرار می‌گیرد، کیت اسیر می‌شود، در حالی که دخترشان گیج و بی‌همراه به داخل کشور سرگردان می‌شود. مقامات کیت را به همراه چند زن دیگر به یک مرکز آموزشی می‌برند، جایی که همه آنها برای تبدیل شدن به یک کنیز، صیغه یکی از زوج‌های ممتاز اما عقیم که بر رژیم بنیادگرای مذهبی کشور حکومت می‌کنند، آموزش می‌بینند. با وجود اینکه کیت در برابر تلقین به فرقه کنیزان مقاومت می‌کند، ارتدوکس عهد عتیق و زن ستیزی را با انجیل ۱۲ مرحله ای و خشونت تشریفاتی مخلوط می‌کند، اما به زودی به خانه فرمانده و همسر سرد و انعطاف ناپذیرش، سرنا جوی، منصوب می‌شود.
در آنجا او به "Offred" - "of Fred" تغییر نام داد.
نقش او به عنوان صیغه عاری از احساسات است، زیرا او بین پاهای سرنا جوی در حالی که توسط فرمانده نفوذ می‌کند، قرار می‌گیرد، به این امید که او برای آنها فرزندی به دنیا بیاورد. کیت دائماً آرزوی زندگی قبلی خود را دارد و کابوس‌های مرگ شوهرش و ناپدید شدن دخترش را درگیر می‌کند. او به زودی متوجه می‌شود که بسیاری از رهبران مرد کشور به اندازه همسرانشان عقیم هستند. سرنا جوی به شدت خواهان یک بچه است، بنابراین او کیت را متقاعد می‌کند که…

## بازیگران
- ناتاشا ریچاردسون
- فی داناوی
- رابرت دووال
- آیدان کوئین
- الیزابت مک‌گاورن
- بلانش بیکر
- موس واتسون
- بیل اوون
- بیل اوون